# Neuensorger Forst

Lage des gemeindefreien Gebiets Neuensorger Forst im Landkreis Lichtenfels

Das gemeindefreie Gebiet Neuensorger Forst liegt im oberfränkischen Landkreis Lichtenfels.

## Geographie
Der 5,09 km² große Staatsforst liegt zwischen Ebersdorf bei Coburg, Weidhausen bei Coburg, Michelau in Oberfranken und Lichtenfels. Die Hohe Aßlitz (50° 11′ 25,44″ N, 11° 6′ 0,72″ O) ist mit 379 m ü. NN die höchste Erhebung in dem Gebiet.